# Skandalisierung
Als Skandalisierung bezeichnet man das absichtliche Herbeiführen eines Skandals durch Bekanntmachen und gegebenenfalls Aufbauschen eines tatsächlichen oder behaupteten Missstandes oder Fehlverhaltens. In der Regel dient Skandalisierung dem Erreichen eines bestimmten Zwecks, beispielsweise einem politischen Gegner zu schaden, von anderen Missständen abzulenken oder auch – im Falle medialer Skandalisierung – die Auflage eines Buches oder einer Zeitung oder die Einschaltquote eines Fernsehsenders zu erhöhen. Der Begriff ist darum negativ konnotiert.

## Mediale Skandalisierung
Mediale Skandalisierung, umgangssprachlich und erstmals als Begriff geprägt von Otto Graf Lambsdorff als „Hinrichtungsjournalismus“ ist eine Form des Journalismus, bei der Journalisten, Medien oder Medienhäuser durch skandalisierende Artikel und Berichte auch im Rahmen von gezielten Medienkampagnen gegen Personen ihres persönlichen Interesses fahren, um entweder eine öffentliche Diskussion zum gesetzten Thema zu entfachen oder die betreffenden Personen in der Öffentlichkeit gesellschaftlich und beruflich nachhaltig in ihrer Existenz zu schädigen.
Die Medien sind Tabuwächter und Tabubrecher in einem. Als Verbreiter der öffentlich geäußerten Empörung moderieren sie den Prozess stellvertretend und schaffen dadurch öffentliche Meinung. Medial inszenierte Skandale sind daher grundlegend von nicht-medialen Skandalen zu unterscheiden. Anders bei der gezielten medialen Skandalisierung. Die Inszenierungshoheit bei Medienskandalen liegt in der Hand von professionellen Journalisten. Im Gegensatz zu nicht-medialen Skandalen führt das zu einer größeren Publizitätsreichweite und einer dauerhaften Präsenz von skandalisierenden Aussagen. Über die Beständigkeit nicht-medialer Skandale entscheidet die zeitliche und räumliche Präsenz des Publikums. Erzeugt die Skandalisierung keine Empörung, ist ihr Auslöser schnell vergessen. In funktional-ausdifferenzierten Gesellschaften erfüllen medial inszenierte Skandale eine systemerhaltende Funktion. Die Medien produzieren für ihre Konsumenten ein gezieltes Narrationsschema, das nicht unbedingt mit den realen Sachverhalten des Skandals übereinstimmen muss und für Medienkonsumenten als Schutz der Moral empfunden wird. Darin liegt auch die soziale Sprengkraft, die von den betroffenen Opfern als „publizistische Brandsätze“ empfunden und als „Hinrichtungsjournalismus“ bezeichnet werden. Die mediale Skandalisierung arbeitet mit einer einfachen, aber effektiven Methode. Seine von ihm erkorenen Opfer bekleiden in der Regel bessere gesellschaftliche Positionen und lenken dadurch, dass sie anlassbezogen zum „Fall“ deklariert werden, das Sensationsinteresse auf sich. Der Medienskandal ist letztlich das Ergebnis einer Falle, in die ein Tabubrecher geraten ist und fokussiert in der Regel ein Thema zugeordnet auf eine Person oder mehrere Personen, die alle offenen Fragen zu diesem Thema als einzige Informationsquelle beantworten können. Je prominenter das Opfer ist, desto größer ist das Interesse. Oft wird mit geheuchelter Empörung über Einzelheiten des Normverstoßes berichtet, insbesondere wenn es sich um sexuelle Eskapaden handelt. Durch gezielt gesetzte Bilder und Schlagzeilen erzeugen die Medien eine regelrechte kollektive Hysterie gegen die betreffenden Tabubrecher. Den betroffenen Personen wird regelrecht der „mediale Prozess“ gemacht. Die Urheber der medialen Skandalisierung greifen dabei auch auf die Methodik der künstlichen Übertreibung und der gezielten Falschdarstellung zurück oder unterwandern ganz bewusst die Würde der betreffenden in der Öffentlichkeit zu skandalisierenden Personen. Oft sieht sich das Opfer daher Recherchen und Gerüchten gegenüber – und irgendwann spielt es keine Rolle mehr, ob die Vorwürfe stimmen oder nicht. Ob aus der medialen Skandalisierung tatsächlich ein Skandal wird, hängt davon ab, wie viele prominente Persönlichkeiten aus dem Skandal Konsequenzen fordern, seien es nun Rücktritte oder schärfere Gesetze. Die Empörung der Öffentlichkeit ist besonders dann sehr groß, wenn das Opfer des Skandals eigentlich sehr beliebt ist. Die Konsequenzen für die betroffenen Personen sind nicht unerheblich. Die über regelrechte Pressekampagnen gehetzten Opfer verlieren häufig ihre Gesellschaftsfähigkeit und ihre berufliche und soziale Existenz, auch wenn sich hinterher ihre Unschuld oder eine Belanglosigkeit des Falls feststellt. Für viele der betroffenen Personen ist diese Form förmlich gezielt „öffentlich an den Pranger gestellt zu werden“ ein Psychoterror, den viele über eine längere Zeit nicht standhalten. Demnach werden die betreffenden Personen solange durch die öffentlichen Medien "gehetzt", bis sie unter dem Presse- bzw. Mediendruck auspacken, ihre gesellschaftliche und berufliche Stellung aufgeben und/oder zusammenbrechen, bis hin im Extremfall sich sogar das Leben nehmen. Die Personen und Interessensgruppen, die als Journalisten oder Medienhäuser, für diese Form des Journalismus verantwortlich sind unterwandern durch ihre medialen Skandalisierungen den Rechtsstaat und schaffen regelrecht Vorverurteilungen, die in der öffentlichen Meinung der Wirkung einer medialen Exekution ohne anerkanntes richterliches Verfahren gleichkommt und somit durchaus auch eine Form von Lynchjustiz darstellt. In seiner perfiden Form hinterlässt diese Art von Journalismus bei den betreffenden Personen nachhaltige bleibende psychische Schäden. In der Öffentlichkeit führen mediale Skandalisierungen zu gesellschaftlicher Kohäsion und Identitätsbildung durch die Visibilisierung und Aktualisierung von kollektiven Wertvorstellungen. Diese aus den theoretischen Vorannahmen entwickelte These wird mit einem etymologischen Abriss der Karriere des Skandalbegriffs fundiert, der einen Bogen schlägt vom Altgriechischen – das Skandalon als "Stellhölzchen", d. h. als Auslösemechanismus einer Tierfalle – über die religiös-moralische Entrüstung im Christentum bis zum modernen, durch Massenmedien geprägten Verständnis, das durch eine knappe Geschichte des Medienskandals seit dem 16. Jahrhundert kontextualisiert wird.

### Ablauf
Medienskandale beruhen auf einem tatsächlichen oder vermuteten Missstand. Sie verlaufen meist ähnlich:
- In der Latenzphase wird ein Missstand bekannt; die Anzahl der Medienberichte zum Thema nimmt schlagartig zu. Die Protagonisten des Skandals werden vorgestellt.
- Die Phase endet mit einem Schlüsselereignis. Dieses führt dazu, dass der Konflikt zu einem Skandal eskaliert. In der darauf folgenden Aufschwungphase werden weitere Fakten bekannt, die in eine Verbindung zum ersten Missstand gesetzt werden.
- Ist diese Ausweitung geglückt, beginnt die Etablierungsphase. In dieser Phase erreicht der Skandal den Höhepunkt. Nun wird über die Schuld oder Unschuld der Protagonisten gerichtet; Konsequenzen werden gefordert. Zu Beginn der Abschwungphase knickt die skandalierte Person oder Organisation unter dem öffentlichen Druck ein und zieht Konsequenzen aus den Vorkommnissen (z. B. Rücktritt)
- In der medialen Wahrnehmung ist der Konflikt damit gelöst. Die Intensität der Berichterstattung nimmt schnell ab.
- In der Rehabilitationsphase wird die Ordnung des Gesellschaftssystems wiederhergestellt. Die Medien berichten nur noch vereinzelt.

Mit den fünf Phasen entspricht der Aufbau eines Medienskandals weitgehend demjenigen eines antiken Dramas.